# Hiperéquio
Hiperéquio (em latim: Hyperechius) foi um oficial romano do século IV, ativo durante o reinado do imperador Valente (r. 364–378).

## Vida
Hiperéquio era nativo de Ancira. Era o filho mais velho de Máximo (falecido em 363) e uma moça de nome desconhecido que ainda estava viva em 363 e pertencia às cúrias. Era cunhado de Estratégio e tio de Eusébio. Aparece pela primeira vez em 343/8, quando era pupilo de Libânio na Nicomédia. Contrário aos conselhos de Libânio, tornou-se advogado sob o governador da Galácia e tentou seguir carreira oficial. Obteve um posto, mas sua posição é mal definida, tendo conseguindo-o por meio da intervenção de Modesto. Os autores da PIRT sugerem que foi supernumerário e foi empregado entre os estatutos por Modesto. Seu pai queria que entrasse no senado de Constantinopla, mas seu mestre aconselhou-o a não fazê-lo. Em 362, Máximo transferiu-lhe a propriedade da família e tornou-se responsável pelos deveres curiais.
De 360 a 363, Hiperéquio tentou constantemente obter ofício, sem sucesso. Em 364/365, tornou-se castrensiano. Era amigo do usurpador Procópio (r. 364–465) e recebeu o comando de tropas na Bitínia, mas seus homens prenderam-no e entregaram-no ao general lealista de Valente (r. 364–378) Arinteu em Dadastana. Ao longo de sua vida recebeu inúmeras epístolas de Libânio: 224 de 360; 704, 731, 753, 777, 792 de 362; 1116, 1359, 1382, 1420, 1441 de 363; 1268 de 364. Além dessas também foi citado em várias outras: 311 de 355; 570 de 357; 180, 239, 267, 268 de 360; 298, 308, 624, 657, 658 de 361; 732, 752, 779 de 362; 803, 804, 805, 808, 810, 812, 1114, 1115, 1350, 1419, 1443, 1454 de 363; e 1267 de 364.